# Кинжал (ракета)
Х-47М2 Кинжал (рус. Х-47М2 Кинжал, „бодеж”; назив према НАТО класификацији: Killjoy) је руска хиперсонична аеробалистичка ракета ваздух-земља са нуклеарним могућностима. Има домет већи од 2.000 км, брзину од 12 маха (4,08 км/с) и могућност извођења маневара избегавања у свакој фази лета. Може да носи и конвенционалне и нуклеарне бојеве главе  и може се лансирати из бомбардера Ту-22М3 или пресретача МиГ-31К. Распоређен је у ваздушним базама у Јужном војном округу Русије и Западном војном округу.
Кинжал је ушао у службу у децембру 2017. и једно је од шест нових руских стратешких оружја које је руски председник Владимир Путин представио 1. март 2018.

## Дизајн
Ова ракета је дизајнирана да погоди ратне бродове НАТО-а који представљају претњу стратешким ракетним системима у европском делу Русије и да уништи одбрамбене системе НАТО-а, бродове за одбрану од балистичких ракета и копнене објекте у близини граница Русије. Наводно је дизајниран да порази све познате или планиране НАТО системе ваздушне или ракетне одбране.Уместо да користи новије дизајне хиперсоничних млазних пројектила, он користи класичну технологију балистичких пројектила при већим брзинама.
Укупан дизајн пројектила је заједнички са 9К720 Искандер, а део за навођење је модификован за ову ракету. Може да погоди статичне и покретне мете као што су носачи авиона.
Велика брзина Кинжала омогућава му да има боље карактеристике пробијања циља у поређењу с лакших, споријих крстарећих ракета. Обдарен напредним маневрисањем, високом прецизношћу и хиперсоничном брзином, неки извори га описују као „убицу носача”, наглашавајући његову наводну способност да уништи суперносач од 100.000 тона једним ударцем. Са масом од 2.000 кг и брзином од 12 маха (укључујући бојеву главу од 500 кг и друге делове пројектила), Кинжал има више од 16,9 ГЈ кинетичке енергије, или еквивалентно 4.000 кг ТНТ-а .
Руски медији тврде да је домет ове ракете 2.000 км када га носи МиГ-31К и 3.000 км када га носи Ту-22М3.